# Real Academia da Língua Basca

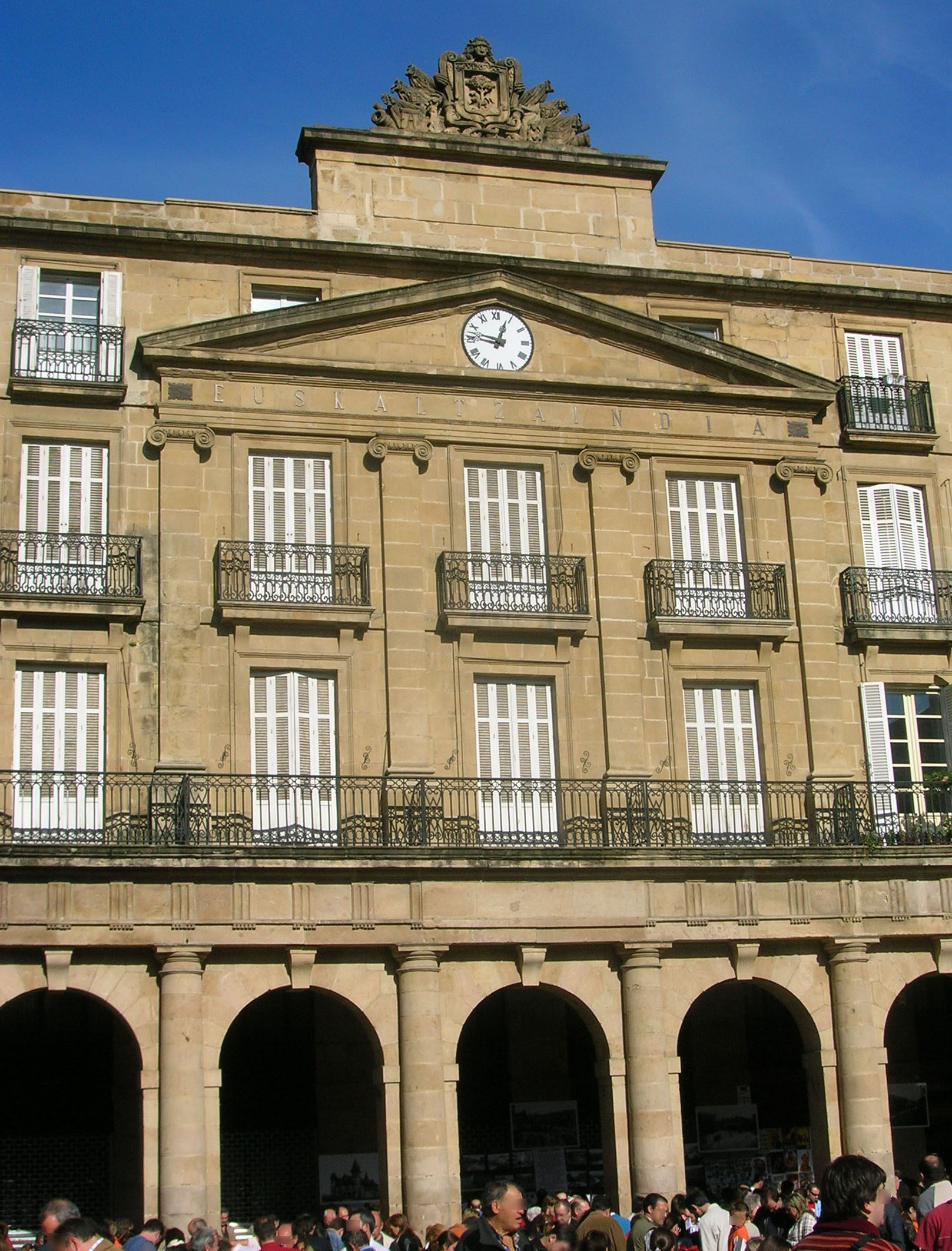
Sede da Real Academia Basca, em Bilbau.

A Real Academia da Língua Basca (em basco Euskaltzaindia) é uma instituição cultural fundada em 1919, pelo rei Afonso XIII de Espanha. Porém só em 1976 foi oficialmente reconhecida na Espanha, com caráter de Real Academia, um ano depois do fim da ditadura de Francisco Franco. E, desde 1995, é aceite na França como uma entidade.
Tal como a Sociedade de Estudos Bascos (Eusko Ikaskuntza), a Real Academia da Língua Basca foi impulsionada pelas quatro deputações basco-navarras, com o objetivo de preservar e normalizar o uso da língua basca, assim como o estudo filológico e etimológico da mesma.
Esta Academia é sediada em Bilbau, mas com delegações em Baiona, São Sebastião, Pamplona e Vitória. O seu emblema é um carvalho, acompanhado do lema Ekin eta jarrai («Começar e continuar»).

## Comissões da Academia
Dispõe de várias comissões de trabalho que realizam diferentes tarefas no estudo da língua basca, que são as seguintes:
- Comissão de lexicografia: presentemente trabalha na elaboração de um Dicionário Geral Basco de caráter geral e descritivo, que integra conteúdos históricos e de dialetos, e, também, num Dicionário de Léxico Unificado, que é normativo e só contempla o basco unificado.
- Comissão de gramática: desde 1980 ocupa-se de redigir as bases da gramática da língua basca.
- Comissão geolinguística: o seu objetivo é a realização de um mapa dialetológico, a fim de se conhecer os dialectos bascos falados nas diferentes regiões bascófonas.
- Comissão onomástica: estuda aspetos mais teóricos e históricos deste idioma.
- Comissão de literatura: analisa a literatura popular, assim como a literatura mais intelectual em basco.
- Comissão da língua falada: encarrega-se de realizar um estudo sobre o uso da língua basca falada e, em consequência, realizar uma norma, uma vez que existe um grande número de diferentes pronúncia segundo a localização do bascófono.

Conta com um total de 23 académicos, dos quais 20 têm o basco como língua materna (Dezembro de 2005).